# Kortenaken
Kortenaken est une commune néerlandophone de Belgique située en Région flamande dans la province du Brabant-Flamand.

## Héraldique
|  | La commune possède des armoiries qui lui ont été octroyées le 14 juin 1988. Elles symbolisent les quatre anciennes communes. Le premier quartier fait référence à Kortenaken et montre les armoiries de la famille Van Hulsberg (-Schaloen), seigneurs de Kortenaken depuis 1655. Ces armoiries apparaissent sur les sceaux de Kortenaken de 1696 à 1698. Le deuxième quartier concerne Waanrode et Miskom et montre les vieilles armoiries de Waanrode. Le troisième quartier se réfère à Kersbeek et est basé sur le sceau local de 1660. Il montre les armoiries de la famille Van Houthem, l'une des familles les plus importantes du village à cette époque. Le quatrième quartier se réfère à Hoeleden et est basé sur les sceaux locaux de 1441, 1592 et 1703. Tous montrent les armoiries des seigneurs de Diest qui ont acquis le domaine de Hoeleden en 1399. Blasonnement : Écartelé; en 1 d'argent à trois guses posées en bandes; en 2 de sable au lion d'or armé et lampassé de gueules, brisé d'un lambel d'azur; en 3 de vair au franc-quartier d’or chargé de trois maillets de gueules; en 4 d'or à deux fasces de sable. - Délibération communale : 4 février 1988 - Arrêté de l'exécutif de la communauté : 14 juin 1988 - Moniteur belge : 16 septembre 1988 Source du blasonnement : Heraldy of the World. |

## Sections de commune
| # | Nom             | Superf. (km²). | Habitants (2020). | Habitants par km² | Code INS |
| - | --------------- | -------------- | ----------------- | ----------------- | -------- |
| 1 | Kortenaken      | 14,09          | 2.167             | 154               | 24054A   |
| 2 | Hoeleden        | 10,11          | 1.814             | 179               | 24054C   |
| 3 | Kersbeek-Miskom | 11,16          | 1.312             | 118               | 24054D   |
| 4 | Ransberg        | 5,43           | 624               | 115               | 24054B   |
| 5 | Waanrode        | 8,64           | 1.972             | 228               | 24054E   |

## Démographie

### Démographie: Avant la fusion des communes
- Source: DGS recensements population

### Démographie: Commune fusionnée
Graphe de l'évolution de la population de la commune (la commune de Kortenaken étant née de la fusion des anciennes communes de Kortenaken, de Ransberg, d'Hoeleden, de Kersbeek-Miskom et de Waanrode, les données ci-après intègrent les cinq communes dans les données avant 1977).
Les chiffres des années 1831 à 1970 tiennent compte des chiffres des anciennes communes fusionnées.
- Source: DGS , de 1831 à 1981=recensements population; à partir de 1990 = nombre d'habitants chaque 1 janvier[3]

## Personnalité liée à Kortenaken
- Antoine de Vinck (1924-1992), sculpteur et céramiste.